# Luigi Guarnieri
Pour les articles homonymes, voir Guarnieri.
Luigi Guarnieri est un écrivain italien né à Catanzaro en 1962.
Il est l'auteur de nombreux romans et récipiendaire de plusieurs prix.